# Sarabanda
Sarabanda – powolny taniec dworski, pochodzenia prawdopodobnie perskiego, rozpowszechniony w Hiszpanii od pocz. XVI w., tańczony także w Anglii i Francji. Ze względu na przesycone erotyką pozy tańczących, pozostawał przez wiele lat tańcem zabronionym w katolickiej Hiszpanii.
W jego trójdzielnym metrum najważniejszą cechą jest mocne 2. 
Sarabanda jako taniec stylizowany jest integralną, najwolniejszą częścią suity barokowej. Zwykle w formie dwuczęściowej. Spotykana w twórczości Bacha, Händla aż do nowszych czasów (np. Claude Debussy w Pour le piano). 
Przykładem inspiracji sarabandą jest progresywny album Jona Lorda Sarabande.